# W. C. Fields
W. C. Fields, pseudônimo de William Claude Dukenfield, (Darby, Pensilvânia, 29 de janeiro de 1880 — Pasadena, 25 de dezembro de 1946) foi um humorista e ator estadunidense. No cinema, foi um dos criadores mais inventivos da comédia burlesca e era conhecido por seu mau humor (If I Had a Million, 1932; Six of a Kin, 1934).

## Vida
Fields nasceu William Claude Dukenfield em Darby, Pensilvânia, o filho mais velho de uma família da classe trabalhadora. Seu pai, James Lydon Dukenfield (1840-1913), era de uma família inglesa que emigrou de Sheffield, Inglaterra, em 1854. A personalidade cômica de Fields era um egoísta misantrópico e beberrão, que permaneceu um personagem simpático apesar de seu suposto desprezo por crianças e cães.
Sua carreira no show business começou no vaudeville, onde obteve sucesso internacional como malabarista silencioso. Ele gradualmente incorporou a comédia em seu ato e foi um comediante de destaque no Ziegfeld Follies por vários anos. Ele se tornou uma estrela na comédia musical da Broadway Poppy (1923), na qual interpretou um vigarista de pequeno porte. Seus seguintes papéis teatro e cinema muitas vezes eram de canalhas.
Entre suas marcas reconhecíveis estavam o sotaque rouco e o vocabulário grandiloquente. A caracterização que ele retratou em filmes e no rádio era tão forte que geralmente era identificada com o próprio Fields. Foi mantido pelos departamentos de publicidade dos estúdios Fields (Paramount e Universal) e foi posteriormente estabelecido pela biografia de Robert Lewis Taylor, WC Fields, His Follies and Fortunes (1949). Começando em 1973, com a publicação das cartas, fotos e notas pessoais de Fields no livro do neto Ronald Fields WC Fields by Ele mesmo, foi mostrado que Fields era casado (e subsequentemente separado de sua esposa) e sustentava financeiramente seu filho e amava seus netos.

### Sepultura

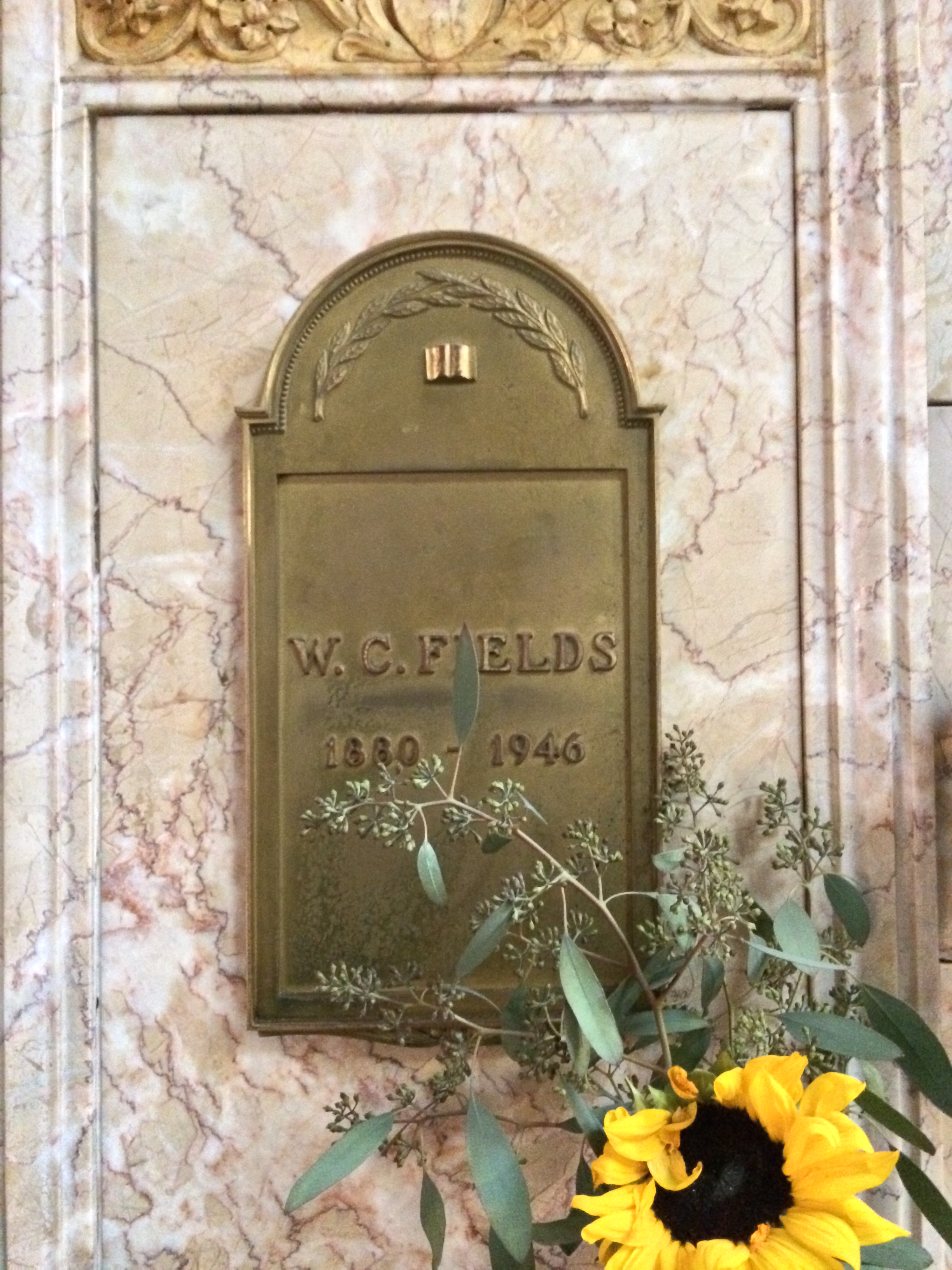
Nicho de W. C. Fields no Columbarium of Nativity no Grande Mausoléu, Forest Lawn Memorial Park (Glendale)

Um trecho popular do folclore de Fields sustenta que está inscrito em sua sepultura "Eu prefiro estar na Filadélfia" - ou uma variante próxima a isto. A lenda originou-se de um falso epitáfio escrito por Fields para um artigo de 1925 da Vanity Fair: "Here Lies / W.C. Fields / I Would Rather Be Living in Philadelphia". Na realidade, sua sepultura registra apenas seu nome artístico e os anos de seu nascimento e morte.

## Filmografia
As informações para esta filmografia são derivadas do livro WC Fields: A Life on Film, de Ronald J. Fields.
| Ano         | Título                            | Personagem                           | Diretor              |
| ----------- | --------------------------------- | ------------------------------------ | -------------------- |
| 1915        | (untitled film)                   | Ele mesmo                            | Ed Wynn              |
| 1915        | Pool Sharks                       | The pool shark                       | Edwin Middleton      |
| 1915        | His Lordship's Dilemma            | Remittance man                       | William Haddock      |
| 1924        | Janice Meredith                   | A British sergeant                   | E. Mason Hopper      |
| 1925        | Sally of the Sawdust              | Professor Eustace P. McGargle        | D. W. Griffith       |
| 1925        | That Royle Girl                   | Daisy Royle's father                 | D. W. Griffith       |
| 1926        | It's the Old Army Game            | Elmer Prettywillie                   | A. Edward Sutherland |
| 1926        | So's Your Old Man                 | Samuel Bisbee                        | Gregory La Cava      |
| 1927        | The Potters                       | Pa Potter                            | Fred C. Newmeyer     |
| 1927        | Running Wild                      | Elmer Finch                          | Gregory La Cava      |
| 1927        | Two Flaming Youths                | J. G. "Gabby" Gilfoil                | John S. Waters       |
| 1928        | Tillie's Punctured Romance        | The Ringmaster                       | A. Edward Sutherland |
| 1928        | Fools for Luck                    | Richard Whitehead                    | Charles F. Reisner   |
| 1930        | The Golf Specialist               | J. Effingham Bellwether              | Monte Brice          |
| 1931        | Her Majesty, Love                 | Bela Toerrek                         | William Dieterle     |
| 1932        | Million Dollar Legs               | Presidente do Klopstokia             | Edward Cline         |
| 1932        | If I Had a Million                | Rollo La Rue                         | Norman Taurog        |
| 1932        | The Dentist                       | Ele mesmo                            | Leslie Pearce        |
| 1933        | The Fatal Glass of Beer           | Mr. Snavely                          | Clyde Bruckman       |
| 1933        | The Pharmacist                    | Mr. Dilweg                           | Arthur Ripley        |
| 1933        | International House               | Professor Quail                      | A. Edward Sutherland |
| 1933        | Hip Action                        | Ele mesmo                            | George Marshall      |
| 1933        | The Barber Shop                   | Cornelius O'Hare                     | Arthur Ripley        |
| 1933        | Hollywood on Parade No. B-2       | Ele mesmo                            | Louis Lewyn          |
| 1933        | Tillie and Gus                    | Augustus Q. Winterbottom             | Francis Martin       |
| 1933        | Alice in Wonderland               | Humpty Dumpty                        | Norman McLeod        |
| 1934        | Six of a Kind                     | Sheriff "Honest John" Hoxley         | Leo McCarey          |
| 1934        | You're Telling Me!                | Sam Bisbee                           | Erle C. Kenton       |
| 1934        | Hollywood on Parade No. B-10      | Ele mesmo                            | Louis Lewyn          |
| 1934        | The Old Fashioned Way             | The Great (Marc Antony) McGonigle    | William Beaudine     |
| 1934        | Mrs. Wiggs of the Cabbage Patch   | Mr. C. Ellsworth Stubbins            | Norman Taurog        |
| 1934        | It's a Gift                       | Harold Bissonette                    | Norman McLeod        |
| 1935        | David Copperfield                 | Wilkins Micawber                     | George Cukor         |
| 1935        | Mississippi                       | Orlando Jackson                      | A. Edward Sutherland |
| 1935        | Man on the Flying Trapeze         | Ambrose Wolfinger                    | Clyde Bruckman       |
| 1936        | Poppy                             | Professor Eustace P. McGargle        | A. Edward Sutherland |
| 1938        | The Big Broadcast of 1938         | T. Frothingill Bellows S. B. Bellows | Mitchell Leisen      |
| 1939        | You Can't Cheat an Honest Man     | Larson E. Whipsnade                  | George Marshall      |
| 1940        | My Little Chickadee               | Cuthbert J. Twillie                  | Edward Cline         |
| 1940        | The Bank Dick                     | Egbert Sousè                         | Edward Cline         |
| 1941        | Never Give a Sucker an Even Break | The Great Man                        | Edward Cline         |
| não lançado | The Laziest Golfer                | Ele mesmo                            | desconhecido         |
| 1942        | Tales of Manhattan                | Professor Postlewhistle              | Julien Duvivier      |
| 1944        | Follow the Boys                   | Ele mesmo                            | A. Edward Sutherland |
| 1944        | Song of the Open Road             | Ele mesmo                            | S. Sylvan Simon      |
| 1944        | Sensations of 1945                | Ele mesmo                            | Andrew L. Stone      |